# Diana Antochiw Alonzo
Diana Madeleine Antochiw Alonzo es una bióloga marina mexicana, especialista en mamíferos marinos, particularmente cetáceos. Única mastozoóloga marina en Yucatán, se ha dedicado a la investigación de los varamientos de mamíferos marinos y sus causas. Es hija del historiador y cartógrafo Michel Antochiw Kolpa.

## Formación académica
Diana Antochiw realizó sus estudios en Biología en la Universidad Autónoma de Yucatán, en la Facultad de Medicina Veterinaria y Zootecnia, en la ciudad de Mérida, Yucatán. Su tesis de licenciatura constituye el primer registro de varamientos en las costas de Yucatán y sirvió de base para la formación de un grupo de atención a varamientos que posteriormente constituyó la REVAY (Red de Varamientos de Yucatán, A.C.)
Posteriormente realizó sus estudios de Maestría en Ciencias con especialidad en Biología Marina en la Unidad Mérida del Centro de Investigación y Estudios Avanzados del IPN, titulándose con una investigación de tesis que establece las relaciones entre las características oceanográficas del Golfo de México con las zonas de mayor incidencia de varamientos de mamíferos marinos en el estado de Yucatán.
Actualmente realiza investigaciones sobre los mamíferos marinos de Yucatán, su distribución, su abundancia, las causas de sus varamientos y el impacto de las actividades humanas en su ambiente. Asesora a distintos grupos de atención a varamientos en México y en América Latina y colabora en varios proyectos para el establecimiento de centros de rehabilitación de mamíferos marinos y laboratorios de salud de los océanos y costas.

## Los varamientos de mamíferos marinos: su pasión
Al iniciar sus actividades como mastozoóloga marina, Diana Antochiw se dedicó principalmente a los varamientos, aprendiendo distintas técnicas para la realización de necropsias en animales varados bajo la tutela de importantes investigadores como Robert K. Bonde, Gregory Bossart, Sentiel Rommel y Alonso Aguirre.
Sus actividades de investigación contribuyeron a la creación de la Red de Varamientos de Yucatán, A.C., una asociación civil creada sin fines de lucro y dedicada al estudio y atención de animales varados. Su experiencia le ha permitido capacitar a personal de distintas instituciones a nivel nacional y asesorar a otras agrupaciones en México y el extranjero para el establecimiento de programas de atención a varamientos de mamíferos marinos.

## La conservación de mamíferos marinos en Yucatán
Tras iniciar las primeras labores de atención a varamientos en Yucatán, Diana Antochiw extendió sus habilidades de investigadora al estudio de la ecología de los mamíferos marinos en la Plataforma de Yucatán, participando a bordo de cruceros oceanográficos de la Secretaría de Marina-Armada de México en varias ocasiones.
Debido a sus conocimientos sobre la distribución y abundancia de los mamíferos marinos en la zona, fue solicitada a participar en la campaña de prospección sísmica realizada sobre el cráter de Chicxulub en 2005, como observadora de mamíferos marinos a bordo del controversial buque de prospección sísmica americano R/V Maurice Ewing, siendo también la mexicana que se quedara más tiempo a bordo durante esta campaña, desde el inicio de los trabajos de prospección sísmica hasta el inesperado encallamiento del buque en un bajo coralino. Sus tareas a bordo consistieron no sólo en la observación de mamíferos marinos, sino también en la verificación del cumplimiento de las condiciones impuestas por las autoridades mexicanas y la implementación de medidas de mitigación de impacto.

## La salud de los océanos y los mamíferos marinos
Tras acumular información sobre los varamientos de mamíferos marinos y sus causas, Diana Antochiw defiende la idea de que estos animales constituyen buenos indicadores ambientales y reflejan el estado de salud de los océanos en los que viven. Basada en esto, ha convencido a distintos investigadores y especialistas en México y el extranjero de colaborar en la formación de un laboratorio de monitoreo de salud oceánica para la península de Yucatán, utilizando a los mamíferos marinos como organismos centinela.